# Čítanka jaro
Čítanka jaro – debiutancki tomik poetycki czeskiego poety Jiřego Ortena, opublikowany w 1939. Został ogłoszony w czasie okupacji niemieckiej pod pseudonimem Karel Jílek. Zawiera między innymi wiersze Udělej černou myš, Déšť, Pohádka i Milostný dopis.